# ダニ・カラヴァン

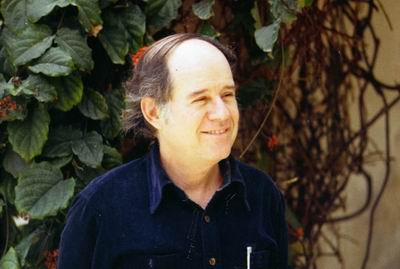
ダニ・カラヴァン(1979)

ダニ・カラヴァン（Dani Karavan, 1930年12月7日 - 2021年5月29日）は、イスラエルの彫刻家。周囲の環境や都市などの景観と同化した屋外作品で知られる。

## 概要
テルアビブ生まれ。造園家であった父から影響を受ける。1943年、テルアビブでマルセル・ヤンコに師事。1943年から1949年にかけてエルサレムのベツァルエル美術デザイン学院で学ぶ。1948年から1955年までキブツに住んだ後、1956年から1957年にかけて、フィレンツェ美術学校でフレスコ画の技法を学び、グランド・ショミエール芸術学校で絵画を学んだ後、1960年代から彫刻を作り始める。
1960年から1973年にかけてイスラエルやニューヨークで舞台芸術のデザインの仕事を行い、1970年代以降は展示場所の環境も取り入れて完成させる環境造形的な作品を多数制作。
2021年5月29日、テルアビブで死去。90歳没。

## 主な作品

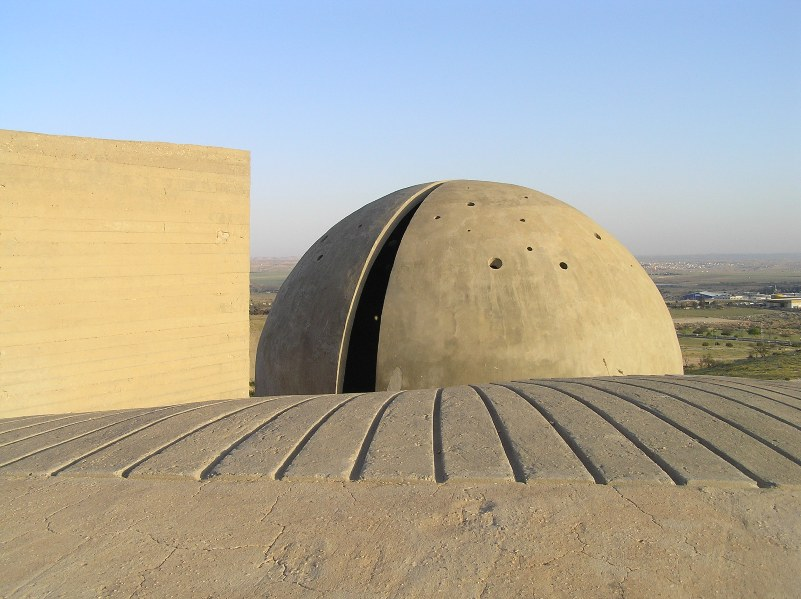
ベエルシェバのネゲヴ記念碑

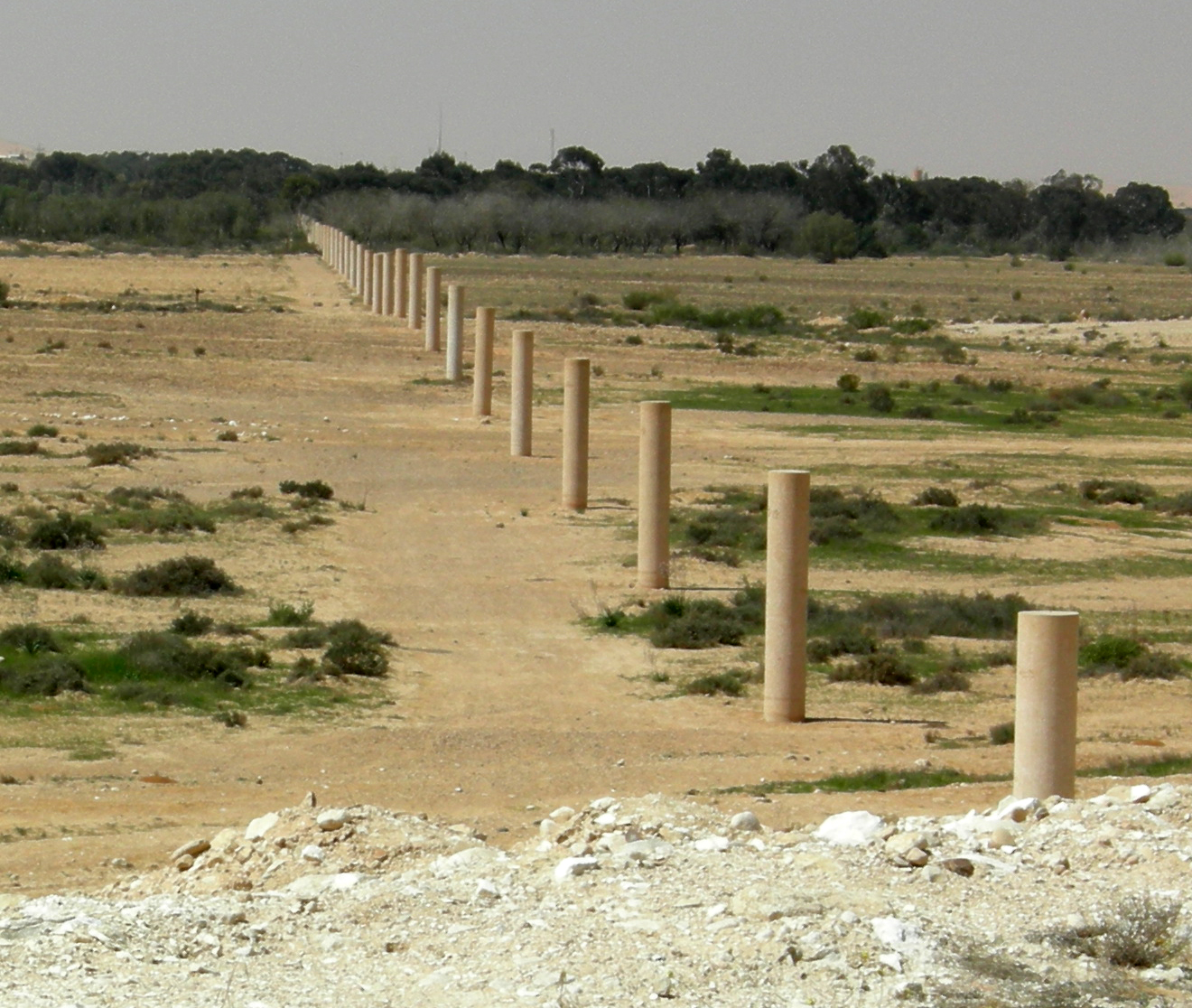
"Way of Peace" (1996-2000).

- ベエルシェバ「ネゲヴ記念碑（英語版）」（1963年-68年）
- Pray for the Peace of Jerusalem（英語版）(1966年)
- テル・アヴィヴ「キカール・レヴァナ（白い広場）」（1977年-88年）
- セルジ・ポントワーズ（英語版）（フランス）「大都市軸」（1980年-）
- ニュルンベルク・ゲルマン国立博物館「人権の道」（1989年-93年）
- ポルトボウ（カタルーニャ州）「パサージュ　ヴァルター・ベンヤミンへのオマージュ」（1990年-94年）
- 札幌芸術の森野外美術館「隠された庭への道」（1992年-99年）
- 宮城県美術館「マアヤン」（1993年-95年）
- デュイスブルクの「記憶の庭」（ドイツ）（1996年-99年）
- 霧島アートの森「ベレシート（初めに）」（2000年-）
- 室生山上公園　芸術の森（2006年-）
- ナチスに虐殺されたヨーロッパのジプシー及びロマ人のための記念碑（英語版）(2012年)

## 受賞歴
- イスラエル賞（1997年）[1]
- 高松宮殿下記念世界文化賞 彫刻部門（1998年）[1][2]

## 関連書籍
- 酒井忠康『ダニ・カラヴァン　遠い時の声を聴く』（未知谷、2012年）